# Porphyrios von Gaza

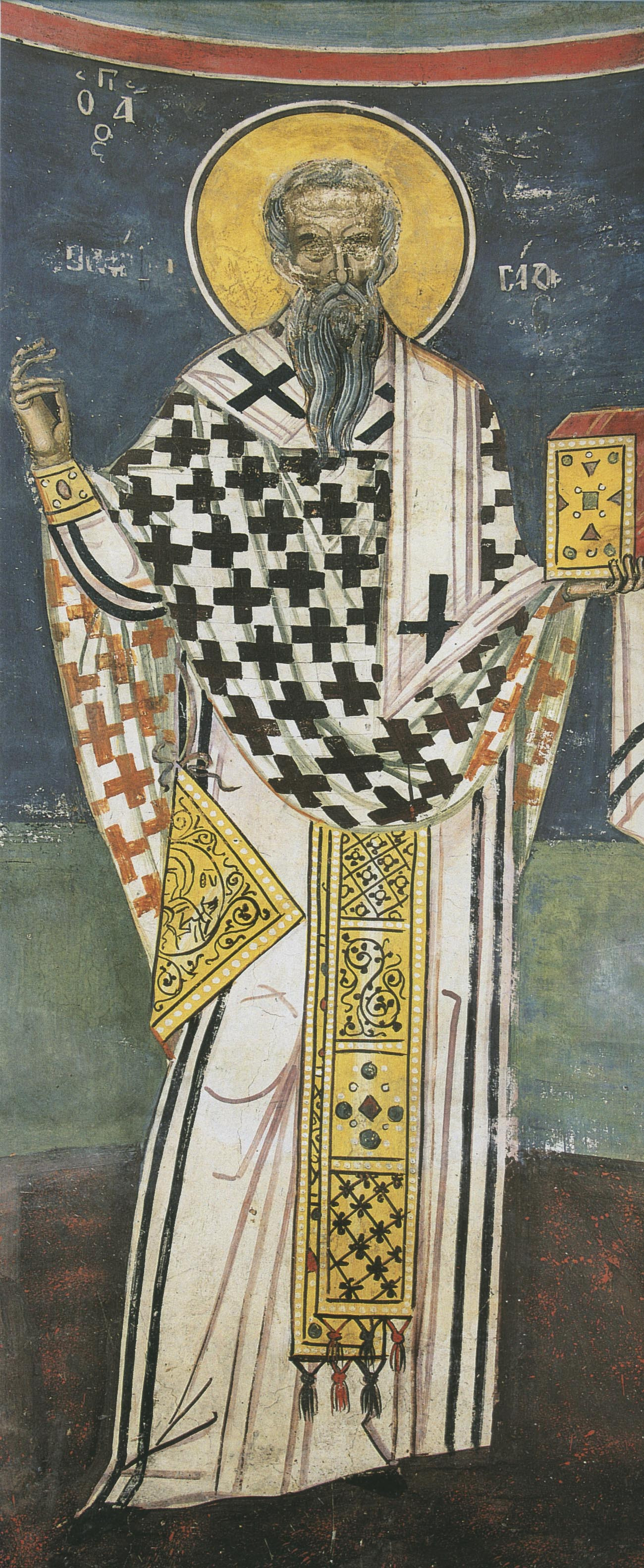
Porphyrios von Gaza, Fresko in Moni Dionysiou, Athos, 16. Jahrhundert

Porphyrios von Gaza (* um 347 in Thessaloniki; † 26. Februar 420 in Gaza) war seit 395 Bischof der Stadt Gaza und wird als Heiliger verehrt. Seine Vita beansprucht, von Porphyrios’ Diakon Marcus als Zeitgenossen verfasst zu sein; diese Vita Porphyrii wurde aber erst nach 450, eventuell auch erst im 6. Jahrhundert niedergeschrieben. Trotz dieser Einschränkung wird sie von einigen Historikern, beispielsweise Johannes Hahn, als Quelle dafür herangezogen, wie sich das Christentum im 4./5. Jahrhundert gegen ein vitales städtisches Heidentum durchsetzte. Timothy D. Barnes hingegen beurteilt die Vita als Fälschung, die Person des Porphyrios als fiktiv und den dargestellten Konflikt zwischen Heiden und Christen in Gaza als dem Zeitgeschmack der Ära Justinians entsprechend.

## Biografie

### Gaza vor Ankunft des Porphyrios
Gaza gehörte in der Spätantike zu den wichtigsten städtischen Zentren Palästinas mit einer Einwohnerzahl, die auf 25.000 bis 30.000 Personen geschätzt wird. Die römische Kolonie hatte das Gepräge einer griechischen Polis, in der aber Menschen mit unterschiedlichem Hintergrund lebten: Syrer, Ägypter, Juden, Samaritaner und Italiker. Diese Einwohnerschaft war mehrheitlich heidnisch, und erst recht galt das für das von Gaza beherrschte Umland mit Landstädten und Dörfern. Maiuma, der florierende Hafen von Gaza, strebte im frühen 4. Jahrhundert seine Loslösung von Gaza an, und um dies zu unterstreichen, konvertierten zahlreiche Einwohner zum Christentum. Wie gewünscht, gewährte Konstantin der Große dem nunmehr christlichen Maiuma das Stadtrecht unter dem Namen Constantia. Für die heidnische Oberschicht von Gaza war das eine Provokation. Sie hatte wirtschaftliche Nachteile, da sie beim Handel in Maiuma Gebühren entrichten musste. Der Antagonismus Christen/Heiden hatte dadurch über das ganze 4. Jahrhundert im Raum Gaza auch wirtschaftliche, kulturelle und soziale Aspekte. In Gaza konnte das Christentum nur sehr schwer Fuß fassen. Die Restaurationspolitik Kaiser Julians wurde von Gazas Oberschicht aktiv unterstützt. Einzelne Christen wurden zur Zeit Julians gefoltert und ermordet. Aber das war kein spontanes Pogrom, sondern Rache an Personen, die in der Vergangenheit Sakrilegien gegen heidnische Kultstätten verübt hatten.

### Amtsantritt des Porphyrios
Die mit etwa 280 Mitgliedern kleine christliche Gemeinde konnte sich nach dem Tod ihres Bischofs nicht auf einen Nachfolger unter dem örtlichen Klerus einigen und wandte sich ungewöhnlicherweise an den Metropoliten in Caesarea Maritima mit der Bitte, einen Auswärtigen als Bischof von Gaza zu benennen. Die Wahl fiel auf Porphyrios, der aus Thessalonike stammte und keinerlei familiäre Verbindungen in die städtische Gesellschaft von Gaza hatte. Aber nicht nur deshalb schlug ihm bei seinem Amtsantritt 395 die Ablehnung der nichtchristlichen Mehrheitsgesellschaft entgegen. Porphyrios hatte etliche Jahre in Ägypten und am Jordan als Mönch verbracht – eine mit ihrer Askese für Heiden eher abstoßende Lebensweise. Dann hatte er in der kaiserlich geförderten kirchlichen Hierarchie Jerusalems Karriere gemacht und das Amt eines Staurophylax („Wächter des Heiligen Kreuzes“) erlangt. Mit Rückendeckung aus Caesarea und Jerusalem trat er sein Bischofsamt an.

### Maßnahmen zur Stärkung der Ortskirche
Die Reise des neuen Bischofs nach Gaza verlief der Vita zufolge kläglich. Da die Dörfer am Weg heidnisch geprägt waren, hatten die Bewohner sich verabredet und „den ganzen Weg mit Dornen und spitzen Pfählen bestreut, … auch Kot ausgestreut und andere übelriechende Dinge angezündet.“
Der Süden Palästinas wurde bei Porphyrios’ Amtsantritt gerade von einer Trockenheit heimgesucht. Der Haupttempel von Gaza, das Marneion, war der Gottheit Marnas geweiht, der auch als „Zeus, Herr des Regens“ verehrt wurde. Aufgrund eines von Marnas erteilten Orakelspruchs machten die Bewohner Gazas den neuen Bischof für die Trockenheit verantwortlich. Im Marneion wurden Opfer dargebracht und Liturgien gefeiert, um Marnas umzustimmen. Aber es regnete nicht.
Porphyrius fand eine wohl eher bescheidene Kirche und ein Bischofshaus in Gaza vor. Seine ersten Maßnahmen galten der Stärkung der kleinen und verunsicherten christlichen Gemeinde. Die Religionsausübung war kein Problem, wohl aber die Diskriminierung im sozialen und wirtschaftlichen Bereich. Als Organisator gelang es Porphyrios, den Zusammenhalt der Gemeinde zu stärken, indem er häufige und bisher nicht übliche liturgische Nachtwachen anberaumte. Mit aufwändigen Prozessionen zeigte sich die christliche Gemeinde auf seine Initiative hin im öffentlichen Raum, was von heidnischer Seite auf Missbilligung stieß. Auf Bitten seiner Gemeinde hin leitete Porphyrios eine Prozession zu den christlichen Märtyrergräbern außerhalb von Gaza, bei der um Regen gebetet wurde. Sobald die Prozession wieder am Stadttor von Gaza anlangte, setzte ein mehrtägiger Starkregen ein, heißt es in der Vita Porphyrii. Daraufhin sei eine Gruppe von Einwohnern zum Christentum konvertiert.
Porphyrios begann, wie ein mächtiger Patron Klienten an sich zu binden. Infolgedessen waren bald Konversionen zum Christentum zu vermelden, und die Gemeinde wuchs. Anscheinend gab es Christen, die so wohlhabend waren, dass sie für den Stadtrat in Betracht kamen. Als Quelle dieses Wohlstands vermutet Johannes Hahn den südlich von Gaza vor allem von Mönchen betriebenen Weinbau. Der Wein aus Gaza (Gazeticum) wurde reichsweit gewinnbringend verkauft, und diese Vermarktung nutzte möglicherweise klösterliche und kirchliche Kontakte.

### Zerstörung heidnischer Tempel
Im Jahr 398 war Johannes Chrysostomos Patriarch von Konstantinopel. Marcus, ein Diakon des Porphyrios, wurde bei ihm vorstellig mit der Bitte, die kaiserliche Unterstützung für die Zerstörung der heidnischen Tempel in Gaza zu erwirken. Den ersten Versuch in diese Richtung konnte die Oberschicht von Gaza noch ins Leere laufen lassen, indem sie den damit beauftragten kaiserlichen Beamten bestach. Johannes Hahn bemerkt: „Dies spiegelt die in Gaza ebenso wie an anderen Orten problematische Umsetzung religionspolitischer Direktiven der Zentrale wider, welche die Fortsetzung der heidnischen Kultpraxis an vielen Orten ermöglichte.“ Dass die Zukunft des Marnaskultes in Gaza unsicher war, geht aus dem um 400 verfassten Brief des Hieronymus an Laeta hervor: „Marnas von Gaza trauert eingeschlossen und befürchtet ständig die Zerstörung des Tempels.“
Einerseits führte die Initiative des Porphyrios der christlichen Gemeinde in Gaza neue Konvertiten zu, andererseits verstärkte sich die aggressive Haltung der nichtchristlichen Mehrheit. In dieser bedrängten Lage reiste Porphyrios mit seinem Metropoliten persönlich nach Konstantinopel. Diese Reise fand der Vita zufolge in den Jahren 400 bis 402 statt. Das Antichambrieren am Kaiserhof wird in der Heiligenvita anschaulich geschildert, wobei allerdings nicht mehr aufzuhellen ist, ob der Hagiograph spannend erzählen oder auf das Wissen eines Augenzeugen zurückgreifen konnte. Demnach war Kaiser Arcadius zunächst nicht gewillt, die heidnischen Kultstätten in Gaza zerstören zu lassen und die Christen zu privilegieren. Gaza sei zwar eine pagane Stadt, aber eine, die ihre Steuern zahle und ihm damit reiche Einnahmen beschere. Dass fiskalische Stabilität ein Hauptmotiv kaiserlicher Politik war, dem sich religiöse Interessen unterzuordnen hatten, ist plausibel. Der Vita zufolge schlug er der Kaiserin, die Porphyrios Anliegen unterstützte, vor: „Wenn du einverstanden bist, werden wir sie nach und nach einschränken, indem wir den Götzenanbetern die … öffentlichen Ämter nehmen, und befehlen, dass sie ihre Tempel schließen und nicht mehr betreiben.“
Porphyrios’ Unterstützern gelang es schließlich doch, den Kaiser umzustimmen. Wenn auch ungern, beauftragte Arcadius einen hohen Hofbeamten mit der Zerstörung heidnischer Kultstätten in Gaza und gab ihm militärische Begleitung mit, um dies durchsetzen zu können. Die Provinzverwaltung der Palaestina prima wurde übergangen. Die Nachricht von diesem kaiserlichen Beschluss kam schneller in Gaza an als der Exekutivbeamte aus Konstantinopel mit seiner militärischen Begleitung. Der heidnische Stadtrat kapitulierte. Die mittlerweile recht zahlreichen Christen, unterstützt durch ihre Glaubensgenossen aus Maiuma, kontrollierten den öffentlichen Raum. Erste Kultbilder wurden zerstört, prominente Heiden bedroht. Als Porphyrios in Begleitung seines Metropoliten in Gaza eintraf, wurde das zu einer Prozession. Ein Teil der alten Eliten konvertierten zum Christentum; andere Familien der städtischen Aristokratie verließen Gaza und zogen in die benachbarten Landstädte. Dort, wie auch im südlichen Palästina insgesamt, war das Christentum noch kaum präsent.
Auf einer Straßenkreuzung in Gaza befand sich eine Statue der Aphrodite, vor der vor allem Frauen in der Hoffnung auf eine harmonische Ehe Votivlampen aufstellten und Weihrauch verbrannten. Andererseits hegten aber auch einige Einwohner einen Groll gegen Aphrodite, weil diese ihre Erwartungen enttäuscht hatte und ihre Ehe unglücklich war. Aphrodite war für den Verfasser der Vita die typisch heidnische Gottheit, die je nach Laune die Wünsche ihrer Verehrer mal erfüllte, mal durchkreuzte. Just als Porphyrios mit seiner Begleitung in Gaza einzog, zersprang (so die Vita) die Aphroditestatue in viele Teile und tötete zwei Zuschauer, die die christliche Prozession verspottet hatten. Dies wurde als Sieg von Christus über Aphrodite in einer Art Götterduell interpretiert.
Die Vita Porphyrii nennt sechs Tempel, die nun zerstört wurden: neben dem Haupttempel der Stadt, dem Marneion, waren das die Tempel von Helios, Aphrodite/Astarte, Apollon, Kore, Hekate, der Tempel der Tyche der Stadt sowie das Heroon. In der detailreichsten spätantiken Schilderung christlicher Tempelzerstörungen erfährt der Leser, wie zunächst die Bevölkerung versammelt und der kaiserliche Befehl verlesen wurde. Die Menge wurde unruhig, aber angesichts des Militärs äußerte sich kein Widerstand. Nur die Priester des Marnas verbarrikadierten sich in ihrem Tempel und verbargen Kultbilder und Kultgeräte in unterirdischen Räumen, bevor sie durch geheime Ausgänge flohen. Während das Niederreißen und Verbrennen der Tempel nun seine eigene aggressive Dynamik gewann und Christen auch die Gelegenheit zur Plünderung nutzten, gelang es Porphyrios, die Zerstörung des Marnastempels nach seinen Vorstellungen vornehmen zu lassen. Er machte daraus ein religiöses Ritual. Mit Fasten, Nachtwachen, Gottesdiensten und einer Prozession bereitete er die Gemeinde auf das Zerstörungswerk vor. Diese Purifikation machte das Tempelgelände geeignet, um dort anschließend die Hauptkirche der Stadt zu errichten. Porphyrios ließ Marmorplatten aus dem Adyton des Marnastempels zur Pflasterung eines öffentlichen Platzes verwenden, wohl wissend, dass diese tägliche Profanierung durch darüber laufende Menschen und Haustiere für die Marnasverehrer ein schwerer Schlag war.

### Triumph des Christentums

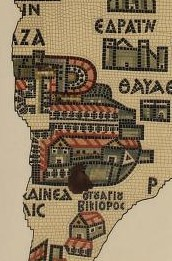
Stadtvignette von Gaza; rechts oben das Theater, rechts unten zwei große Kirchen (Mosaikkarte von Madaba)

Nach dem Zerstörungswerk verblieb das Militär in der Stadt, um gegebenenfalls Unruhen der Heiden unterdrücken zu können. Ein großer Teil der bisher nichtchristlichen Einwohnerschaft strebte nun die Taufe an. In der Gemeinde von Gaza, die ihrem Bischof bis dahin kritiklos gefolgt war, stieß die Aufnahme dieser Neuchristen auf Widerspruch; dass es sich nicht um eine religiöse Bekehrung, sondern um Opportunismus handelte, war offensichtlich. Aber Porphyrios störte das nicht. Wenn Menschen, die innerlich noch dem Heidentum anhingen, nun die Taufe empfingen, so könnten sie ja im Lauf der Zeit vom christlichen Glauben überzeugt werden. Diese Position des Porphyrios stand im Widerspruch zu den hohen Anforderungen, die zu seiner Zeit an die Taufe gestellt wurden. Dem entspricht, dass seine Heiligenvita Porphyrios nie als Seelsorger oder als Disputator darstellt, der Heiden von der Wahrheit des Christentums überzeugt, sondern eben als Tempelzerstörer.
Die Schleifung des Marnastempels hinterließ im städtischen Leben eine Leerstelle. Porphyrios füllte diese, indem er auf dem Tempelgelände eine repräsentative Kirche errichten ließ. Mit Ausnahme der Jerusalemer Grabeskirche ist bei keinem Kirchenbau Palästinas die Planung so ausführlich überliefert. Kaiserin Eudoxia schickte Porphyrios einen Brief, der eine „Skizze der heiligen Kirche in Kreuzesform“ enthielt und die Lieferung von kostbaren Säulen und Marmor ankündigte. Porphyrios beauftragte den Architekten Rufinus aus Antiochia mit dem Bau. „Der nahm Gips und kennzeichnete die Fundamente der heiligen Kirche“ nach dem Plan der Kaiserin. Eudoxia stellte die Mittel für den großzügigen Kirchenbau bereit und stiftete kostbare Ausstattungsstücke; nach ihr wurde die in fünf Jahren erbaute Hauptkirche von Gaza deshalb benannt. Die prächtige Kirchweihe im Jahr 407 verband Porphyrios mit städtischen Festivitäten in der Tradition bisheriger heidnischer Stadtfeste. Die große Kirche stand allerdings im Missverhältnis dazu, dass die Christen noch immer eine Minderheit in Gaza waren. Schließlich kam es zum bewaffneten Konflikt zwischen Christen und Heiden – allerdings nicht aus religiösen Gründen. Die Spannungen eskalierten infolge eines Streits um Landbesitz zwischen dem kirchlichen Verwalter (Oikonomos) und einem heidnischen Mitglied des Stadtrats namens Sampsychos. Die Heiden bewaffneten sich, erschlugen sieben Christen und stellten dem Bischof nach, der über die Hausdächer floh und sich verstecken musste, während sein Amtssitz durchsucht und geplündert wurde. Dann brach der Aufstand in sich zusammen. Das Militär kontrollierte die Stadt, Porphyrios kehrte zurück, einige Personen wurden wegen Aufruhrs verurteilt. Die heidnische Oberschicht war unbeteiligt geblieben; der Kirchenneubau hatte keine Schäden erlitten.
Die Umwandlung des Marnastempels in eine Kirche erwähnte Hieronymus in seinem um 408/410 verfassten Jesajakommentar, allerdings ohne Porphyrios von Gaza zu nennen. In der Bischofsliste der Synode von Lydda/Diospolis 415 sind zwei Bischöfe namens Porphyrios aufgeführt. Dass einer davon Porphyrios von Gaza war, ist möglich. Allerdings erwähnt seine Heiligenvita die Teilnahme an dieser Synode nicht. Der Kirchenhistoriker Sozomenos, dessen Familie aus der Gegend von Gaza stammte und der deshalb viele Informationen über das Christentum in der Region hatte, erwähnte Porphyrios von Gaza nicht. Eine Kirche namens Eudoxiana ist aus anderen Quellen nicht bekannt.
Die Vita Porphyrii springt von dem Aufstand, den Porphyrios überstanden hatte, zu seinem Lebensende. Aus dem hier mitgeteilten Todestag und der exakten Dauer seines Bischofsamtes, zusammen mit der Angabe, dass er bei dessen Antritt 45 Jahre alt gewesen sei, lassen sich die (fiktiven) Eckdaten seiner Biografie errechnen.

## Vita Porphyrii
Die Vita Porphyrii zog schon früh das Interesse der Forschung auf sich, da sie einerseits interessante Informationen über das spätantike Gaza bietet, andererseits aber historische Unstimmigkeiten ihren Quellenwert in Frage stellen. Sie wurde 1556 in Venedig in lateinischer Übersetzung gedruckt; dieser lateinische Text findet sich auch in der Patrologia Graeca. Die erste Edition des griechischen Textes erfolgte 1874 durch Moriz Haupt. Henri Grégoire erkannte bei der Erstellung der kritischen Edition der griechischen Vita Porphyrii (1930), dass im Vorwort, aber auch im Haupttext Passagen aus der Mönchsgeschichte des Theodoret übernommen wurden; die Vita Porphyrii ist folglich jünger und d. h. nach 444/445 niedergeschrieben.
Im Jahr 1927 wurden zwei georgische Versionen der Vita Porphyrii in einem Menologion des Klosters Gelati entdeckt. Eine war nur eine Übersetzung einer Zusammenfassung des bekannten griechischen Textes, die andere jedoch bietet eine der griechischen Vita ähnliche, aber doch eigenständige Version, die sich durch einen knapperen, nüchterneren Stil auszeichnet. Paul Peeters edierte sie 1941 mit lateinischer Übersetzung. Er vermutete, dass es sich um die Übersetzung einer syrischen Vorlage ins Georgische handelte. Dieser verlorene syrische Text enthielt noch nicht die Textübernahmen aus Theodorets Mönchsgeschichte. Der griechische Text der Vita Porphyrii war demnach eine ausschmückende Bearbeitung einer Vorlage, die dem syrischen Text ähnlich gewesen war. Nun stand die Entscheidung an, ob die Vita Porphyrii ursprünglich auf Griechisch oder auf Syrisch verfasst worden war. Frank R. Trombley plädierte 1995 für eine ursprünglich griechische Vita, die im frühen 5. Jahrhundert verfasst, ins Syrische übersetzt, gekürzt und dann ins Georgische übertragen worden sei. Die Mehrheit der Forscher folgte ihm darin nicht; vielmehr brachten Zeev Rubin (1998) und Jeff W. Childers (2001) weitere Argumente für eine ursprünglich auf Syrisch verfasste Vita.
Mit der Frage der Priorität des griechischen oder syrischen Textes ist aber die Frage noch nicht entschieden, welcher Wert der Vita Porphyrii als historische Quelle für Gaza im späten 4. und frühen 5. Jahrhundert zukommt. Während beispielsweise Johannes Hahn, Gerard Mussies und Zeev Rubin die Vita für echt halten, wird dies von Ramsay MacMullen und neuerdings von Timothy D. Barnes bestritten; demnach sei die Vita Porphyrii nicht vor 550 entstanden. Barnes argumentiert: Einzelheiten weisen immer wieder in eine spätere Zeit. Beispielsweise ist das Amt des Staurophylax, das Porphyrios der Vita zufolge in Jerusalem innehatte, für das späte 4. Jahrhundert noch nicht bezeugt. Porphyrios erlebt in Konstantinopel eine Prozession, an deren Spitze viele patricii mit Kerzen in den Händen gehen – aber eine solche patricii-Gruppe ist erst denkbar in Folge der Veränderungen, die dieser Titel nach 450 erfuhr. Barnes beurteilt die Vita Porphyrii als eine Fälschung des 6. Jahrhunderts. „Sie findet das zu ihr passende intellektuelle Milieu in der Regierungszeit Justinians, das für fiktive Hagiographie empfänglich war und den Gebrauch kaiserlicher Macht zur Ausrottung des Heidentums glorifizierte.“

## Heiligenverehrung
Porphyrios von Gaza ist ein Heiliger der orthodoxen Kirche. Die St.-Porphyrius-Kirche in Gaza ist seinem Patrozinium unterstellt. Er wird auch in der römisch-katholischen Kirche als Heiliger verehrt; sein Fest ist am 26. Februar.